# Silbervogel
«Зильберфо́гель»  (Silbervogel, с нем. — «серебряная птица») — проект высотного частично-орбитального бомбардировщика-космолёта австрийского учёного доктора Ойгена Зенгера в нацистской Германии времён Второй мировой войны. Первый детальный проект гиперзвукового самолёта и авиационно-космической системы. Другие названия проекта — «Amerika Bomber», «Orbital-Bomber», «Antipodal-Bomber», «Atmosphere Skipper», «Ural-Bomber».

## Назначение
Основное назначение бомбардировщика-ракетоплана — бомбардировки территории США и, в частности, Нью-Йорка, и дальних промышленных регионов СССР, в частности, Урала и Сибири.
«Серебряная птица» по расчётам должна была нести до 30 тонн бомб. Вес бомбовой нагрузки зависел от расстояния, при расчётном расстоянии в 6500 км до Нью-Йорка бомбовая нагрузка составляла 6 тонн, что позволило бы нести атомную бомбу.
В 1941 году проект был временно закрыт, как и все амбициозные проекты, не предполагающие немедленной отдачи.
К концу Второй мировой войны (в 1944 году) проект возродился, приобретя статус «оружия возмездия». Тем не менее, его практически полная нереализуемость в тогдашней ситуации была очевидна даже немецкому командованию, и работы по проекту не продвинулись дальше эскизных чертежей.
Согласно послевоенным расчётам, аппарат Зенгера в принципе не мог функционировать, как предполагал изобретатель, и был бы разрушен при первом же входе в атмосферу.

## Технические характеристики
Длина бомбардировщика 28 м, размах крыльев — около 15 м, сухой вес — 10 тонн, вес топлива — 84 тонны. Полный стартовый вес бомбардировщика около 100 тонн. ЖРД бомбардировщика, разработанный самим Зенгером без помощи группы Дорнбергера, должен был развивать тягу до 100 тонн.
Бомбардировщик должен был стартовать с катапультной установки длиной до 3 километров. «Серебряная птица» располагалась на стартовой тележке (салазках), которая приводилась в движение собственными ракетными двигателями вместе с присоединённым к ним самолётом. После 10 секунд работы скорость бомбардировщика на стартовой тележке должна была составлять около 500 м/с. После этого срабатывали пироболты, бомбардировщик отделялся от тележки и, набирая высоту, включал свой собственный ракетный двигатель через 36 секунд после старта на расстоянии около 12 км от места взлёта. Работа ЖРД самолёта должна была продолжаться 336 секунд до выработки запасов топлива.
Теоретическая максимальная высота полёта, рассчитанная доктором Зенгером, составляла 260 км, а скорость самолёта — 6400 м/с. Самолёт фактически взлетал в безвоздушное пространство ближнего космоса, а лётчик ненадолго становился космонавтом.
Существовало несколько вариантов использования космического бомбардировщика.

### Первый вариант режима полёта
По первому варианту бомбардировщик стартовал в Германии, затем, выходя в космос по ниспадающей баллистической траектории, достигал точки бомбометания, а затем, перелетев эту точку, садился на противоположной от Германии точке Земли. Эта «антиподная» точка приходится на район Новой Зеландии или Австралии, контролируемых союзниками. В этом случае ракетоплан неизбежно был бы потерян вместе с пилотом. Кроме того, бомбометание по такому варианту пришлось бы проводить с очень большой высоты, что было бы неэффективно по точности попадания в цель. Компактных и эффективных систем наведения снарядов в то время не было. Первые опыты в этом направлении только начинались на ФАУ-1 и ФАУ-2, но точность их систем позволяла лишь «попасть в Лондон».

### Второй вариант режима полёта
По другому варианту бомбардировщик реализует обычный сценарий "туда-обратно":
- на старте – разгон катапультой до высоты 91 км на скорости 6370 м/с;
- на отрезке примерно 5500 км – баллистическая траектория со снижением до 50 км на скорости 6000 м/с;
- через 950 км – проводится бомбометание;
- разворот на 180 градусов по большой дуге с радиусом 500 км за 330 секунд со снижением до 38 км и конечной скоростью 3700 м/;
- на отрезке до 100 км от места посадки в Германии – снижение до 20 км на скорости 300 м/с;
- окончание миссии – в режиме обычного самолёта с посадочной скоростью 39 м/с (140 км/ч).

### Третий вариант режима полёта
Зенгер предполагал воспользоваться режимом «волнообразного планирования», напоминающим движения камня, отражённого при броске от воды, и делающего «блинчики». Ракетоплан при планировании из космоса должен был несколько раз отразиться (срикошетить) от плотных слоёв атмосферы, тем самым значительно удлинив расстояние возможного полёта.
Для получения такого режима полёта ракетоплан должен был бы набирать максимальную скорость 7000 м/с до высоты 280 километров, на удалении 3500 километров от точки старта делать первое снижение и «отскок от атмосферы» на высоте 40 километров в 6750 километрах от точки старта. Девятое планирование и «отскок» находились бы уже на расстоянии 27 500 километров от точки старта. Через 3 часа 40 минут после старта, полностью обогнув Землю, ракетоплан приземлялся бы на аэродроме в Германии, прилетев с обратной стороны от места старта. Расчётная точка бомбометания находилась бы на одном из снижений к поверхности земли.
Рассматривались и иные режимы полёта, в том числе с посадкой бомбардировщика на территории дружественных Германии стран или бомбометание с потерей самолёта и катапультированием лётчика с попаданием его в плен. В режиме пикирования бомбардировщика на цель, с последующим катапультированием пилота, могла быть достигнута наивысшая точность бомбометания.

## Наследие проекта
Ряд источников утверждает, что Сталин проявлял интерес к этому проекту. Приводятся сведения, что он поручил своему сыну Василию и учёному Григорию Токаеву захватить Зенгера и переправить его в Советский Союз. Однако, эти планы не удались сразу (Токаев сбежал за границу и сообщил британской разведке всё, что ему было известно о советской ракетной программе, по его словам Сталин проявлял особый интерес к межконтинентальным ракетам и сверхдальним реактивным бомбардировщикам, идеи Зенгера пришлись ему особенно интересными) и были отменены позже, и Зенгер жил и работал во Франции, Англии, Швейцарии, ФРГ.
По результатам изучения немецких чертежей проекта «Серебряная птица» в СССР в 1965 году под руководством Г. Е. Лозино-Лозинского началась разработка собственной так же горизонтально стартующей и садящейся, но двухступенчатой военной многоцелевой АКС бомбардировщика и доставщика экипажей и грузов на орбиту «Спираль», оставшейся нереализованной.
В США первая схожая по целям и также нереализованная военная космическая система 1960-х годов X-20 базировалась, однако, на вертикальном запуске обычной ракетой-носителем. Был реализован экспериментальный гиперзвуковой самолёт X-15, стартующий с другого самолёта-носителя. Проекты одноступенчатых АКС-космолётов (X-30-NASP и другие) пока не реализованы.
В Германии в 1990-х и 2000-х годах существовал, но был отменён до стадии практической реализации проект двухступенчатой АКС Зенгер-2 с горизонтальным стартом и посадкой. Тогда же в Великобритании был разработан нереализованный проект горизонтально-стартующей одноступенчатой АКС HOTOL, в одном из вариантов которого предполагался старт с катапульты, как и у «Серебряной птицы».
Китай:
https://www.scmp.com/news/china/science/article/3273658/chinas-new-hypersonic-glider-can-power-jump-other-side-earth-scientists
https://archive.today/20240808141551/https://www.scmp.com/news/china/science/article/3273658/chinas-new-hypersonic-glider-can-power-jump-other-side-earth-scientists
Публикация 2024 года.